# Don Pedro
Het dorp (pueblo) Don Pedro maakt deel uit van de gemeente (municipio) Tamboril in de provincie Santiago in de Dominicaanse Republiek. Het ligt 3 km ten zuiden van Tamboril en grenst ten westen aan Santiago.

## Geografie en Economie
Don Pedro is gesitueerd aan beide zijden van de Carretera Don Pedro, een smalle provinciale weg van Santiago tot de grens van Licey. Het dorp bestaat uit drie delen:
- Don Pedro Abajo (beneden) is het eerste deel vanaf Santiago, Het is het drukste deel met een aansluitende weg naar de carretera Licey. Hier is een grote basisschool, een kerk, enkele kapellen, een wijkgebouw, verschillende soorten winkels en reparateurs voor auto en motor. Dit is ook het deel van het uitgaansleven.
- Cruce Don Pedro (midden) loopt tot en met de kruising van carretera Peña die nu ook de verbinding tussen het zuidelijke deel van Tamboril met de nieuwe pista om Santiago is. Cruce Don Pedro is minder druk en heeft een kerk, een wijkgebouw, 3 super colmados[1], enkele dames kapsalons en herenkappers, en de hacienda (landgoed) Calderon die wordt gebruikt als zwembad, voor feesten en als onderkomen voor groepen. Op het parkeerterrein wordt ieder jaar de kermis gehouden. Verder zijn er nog enkele kleine colmados[2]. Er is ook een kippenfarm, een kippenslachterij en dierenvoer fabriek.
- Don Pedro Arriba (boven) is het deel tot de grens met Licey en heeft de minste bewoning. Er is een Kleinere basisschool, een kerk met gemeenschapshuis, enkele colmado's en op de dorpsgrens het begin en eindpunt (met cafetaria) van de quaqua's[3] van Don Pedro naar het centrum van Santiago. Dit kleine station heeft ook een verbinding met Licey en Moca. Het is voornamelijk agrarisch met veel platano, yuca en tabak-teelt voor de sigaren industrie. Er zijn ook enkele varkensfokkerijen en boeren met melk en vlees koeien.

Aan weerszijden van de carretera Don Pedro lopen callejóns (smalle, soms onverharde zijwegen).
Er werd tussen Cruce Don Pedro en Don Pedro abajo aan een nieuwe rondweg gewerkt die men de Pista noemt, en is ter ontlasting van Santiago. De Pista is in 2016 geopend en heeft de naam Avenida Circunvalación Norte met een aansluiting op de Autopista Duarte naar Santo Domingo en zuidelijk Santiago, en een aansluiting met tolpoort naar Navarrete en Puerto Plata.
In 2010 waren nog veel wegen verhard met los steenslag, maar 10 jaar later zijn de meeste wegen en callejóns geheel geasfalteerd. 

## Sociale indeling
Don Pedro valt onder direct beheer van het ayuntamiento (gemeentehuis) van Tamboril. De drie delen hebben een eigen Junta de Vecinos (een soort wijkraad) die bestaat uit vrijwilligers die ieder jaar worden gekozen. Iedere junta heeft een Presidente (president), een Secretario (secretaris), een Tesorero (penningmeester) en een afdeling Disciplina (soort controleur van/voor de gemeenschap) en kunnen zelf bepalen welke andere functies worden ingesteld. De financiën worden bijeengebracht door een kleine subsidie van de gemeente waar het onder valt, door giften en acties.

## Junta de Vecinos
De Junta de Vecinos heeft een sterke positie bij de verschillende overheden. De vrijwilligers met een vaste taak hebben een tarjeta (lidmaatschapskaart) waar zij zich mee identificeren. Zij regelen, indien gewenst en mogelijk, alle gemeenschappelijke zaken zoals onder andere:
- De elektriciteitsvoorziening
- Regelmatige watertoevoer
- Vuilverzameling in overleg met de gemeente
- Hulp aan minder draagkrachtigen, waaronder een soort kortingskaart voor dagelijkse boodschappen.
- Juridische hulp bij onderhandelingen met politie en justitie ten behoeve van bewoners
- Verhuur en beheer van de Club (het gemeenschapshuis)
- Bijeenbrengen van financiën. Dit kan bijvoorbeeld met een loterij, een fancy-fair of met een touw over de weg waarbij voorbijgangers vriendelijk wordt gevraagd om een kleine bijdrage.

## Vervoer
Het vervoer van en naar het centrum van Santiago wordt uitgevoerd door quaqua's die, iedere tien minuten, om en om door Don Pedro en Monte a Dentro rijden. Men kan op de route instappen waar men wil en kost 20 Peso (50 eurocent). Motoconcho's (motorfiets taxi) rijden van Don Pedro naar Tamboril, of waar men naartoe wil. Het maximaal aantal passagiers hangt af van de passagiersomvang. Zij rijden op aanvraag (hand opsteken of even bellen) en kosten minimaal 20 Peso, zij doen ook boodschappen. Fietsen wordt hoofdzakelijk door kinderen gedaan.